# ردفیلد (آرکانزاس)
ردفیلد (آرکانزاس) (به انگلیسی: Redfield, Arkansas) یک شهر در ایالات متحده آمریکا با جمعیت ۱٬۱۵۷ نفر است که در آرکانزاس واقع شده‌است.

## موقعیت جغرافیایی
موقعیت جغرافیایی شهرها و مناطق اطراف به شرح زیر است: